# Księstwa alodialne w Rzeczypospolitej Obojga Narodów
Księstwa alodialne w Rzeczypospolitej Obojga Narodów – niektóre magnackie kompleksy majątkowe, położone po 1569 r. na terytorium Wielkiego Księstwa Litewskiego i ruskiej części Korony Królestwa Polskiego, dzierżone na mocy prawa książęcego przez właścicieli posiadających rodzime, terytorialne tytuły książęce i posiadające oficjalnie uznawaną nazwę "księstw".
Księstwa alodialne powstały jako nadania majątkowe czynione przez wielkich książąt litewskich w XIV i XV wieku na rzecz zasłużonych członków dynastii Giedyminowiczów, Rurykowiczów i innych litewskich i ruskich rodów bojarskich. Majątki te miały od początku przypisaną do siebie nazwę księstw, a ich właściciele tytuły książąt. Książęta dzierżyli te majątki dziedzicznie na mocy prawa książęcego. Posiadali zwierzchnictwo nad wszystkimi mieszkańcami danych księstw – łącznie ze szlachtą. Wszystkie tytuły i przywileje terytorialne księstw litewskich i ruskich zostały potwierdzone w akcie unii polsko-litewskiej w 1569 r. oraz w licznych późniejszych dokumentach państwowych Rzeczypospolitej Obojga Narodów. Większość litewskich i ruskich księstw alodialnych przetrwała do III rozbioru, a niektóre z nich (jak największe Księstwo Słuckie) do XIX w.
Terytorialne tytuły książęce litewskie i ruskie jako jedyne tytuły arystokratyczne  w I Rzeczypospolitej nie były nigdy krytykowane przez obrońców równości szlacheckiej. Radziwiłłowie na przykład byli uznawani książętami birżańskimi czy nieświeskimi, ale już nie książetami Świętego Cesarstwa Rzymskiego, ponieważ był to tytuł nadany przez obcego władcę.

## Wykaz litewskich i ruskich księstw alodialnych w okresie Rzeczypospolitej Obojga Narodów
- Księstwo Słuckie – posiadane przez Olelkowiczów w XVI w. i Radziwiłłów w XVIII w.
- Księstwo Kopylskie – posiadane przez Olelkowiczów w XVI w. i Radziwiłłów w XVIII w.
- Księstwo Turowskie – posiadane przez Ostrogoskich w XVI w. i Potockich w XVIII w.
- Księstwo Wiśniowickie – posiadane przez Wiśnioweckich w XVI w. oraz Mniszchów i Ogińskich w XVIII w.
- Księstwo Zbaraskie – posiadane przez Zbaraskich,  Woronieckich i Poryckich w XVI w. oraz Potockich w XVIII w.
- Księstwo Ostrogoskie – posiadane przez Ostrogoskich w XVI w. i Jabłonowskich w XVIII w.
- Księstwo Stepańskie – posiadane przez Ostrogoskich w XVI w. oraz Lubomirskich i Potockich w XVIII w.
- Księstwo Zasławskie – posiadane przez Zasławskich w XVI w. i Sanguszków w XVIII w.
- Księstwo Koreckie – posiadane przez Koreckich w XVI w. i Czartoryskich w XVIII w.
- Księstwo Łukomskie – posiadane przez Łukomskich w XVI w.
- Księstwo Świrskie – posiadane przez Świrskich w XVI w.
- Księstwo Birżańskie – posiadane nieprzerwanie przez Radziwiłłów
- Księstwo Dubińskie – posiadane nieprzerwanie przez Radziwiłłów
- Księstwo Ołyckie – posiadane nieprzerwanie przez Radziwiłłów
- Księstwo Kleckie – posiadane nieprzerwanie przez Radziwiłłów
- Księstwo Dawidgródeckie – posiadane nieprzerwanie przez Radziwiłłów
- Księstwo Nieświeskie – posiadane nieprzerwanie przez Radziwiłłów
- Księstwo Niesuchożejskie – posiadane przez Sanguszków w XVI w. i Sapiehów w XVIII w.
- Księstwo Koszyrskie – posiadane przez Sanguszków w XVI w. i Krasickich w XVIII w.
- Księstwo Kowelskie – posiadane przez Sanguszków w XVI w. i Rzewuskich w XVIII w.
- Księstwo Białokowelskie – posiadane nieprzerwanie przez Sanguszków
- Księstwo Czartoryskie – posiadane przez Czartoryskich w XVI w. oraz Radziwiłłów i Czartoryskich w XVIII w.
- Księstwo Klewańskie – posiadane nieprzerwanie przez Czartoryskich
- Księstwo Czetwertyńskie – posiadane nieprzerwanie przez Czetwertyńskich
- Księstwo Sokolskie – posiadane przez Sokolskich w XVI w. i Jełowieckich w XVIII w.
- Księstwo Druckie – posiadane przez Druckich i Sapiehów w XVI w. oraz Sapiehów i innych w XVIII w.
- Księstwo Holszańskie – posiadane przez Holszańskich i Sapiehów w XVI w. oraz Sapiehów w XVIII w.

- Księstwo Łohojskie – posiadane przez Czartoryskich i Tyszkiewiczów w XVI w. oraz Czartoryskich w XVIII w.